# لكم
لكم:هي أول شركة اتصالات للهاتف الثابت من القطاع الخاص في الجزائر، وهي شراكة بين الشركتين المصريتين اتصالات مصر وأوراسكوم للإتصالات، أنشأت سنة 2005 وتختص هذه الشركة في مجال خطوط الهاتف الثابت وخدمة الإنترنت

## وصلات خارجية
- -(بالفرنسية) موقع شركة لكم للإتصالات
- -موقع أوراسكوم للإتصالات  نسخة محفوظة 4 يناير 2010 على موقع واي باك مشين.
- -(بالإنجليزية) موقع اتصالات مصر